# 大城将保
大城 将保（おおしろ まさやす、1939年〈昭和14年〉10月18日 - ）は、沖縄県出身の歴史研究者、作家。ペンネーム「嶋津与志」（しま つよし）で作家活動を行っている。「沖縄平和ネットワーク」代表世話人。特定非営利活動法人沖縄県芸術文化振興協会理事長、新沖縄県史編集委員。
沖縄戦での住民の被害調査、平和研究、小説執筆などを行っている。沖縄戦研究では沖縄県史の編集に携わった後、県立博物館長などをつとめた。嶋津与志名では『琉球王国衰亡史』や映画『GAMA 月桃の花』のシナリオ作品などがある。また家永教科書裁判や大江健三郎・岩波書店沖縄戦裁判では原告側（集団自決への日本軍による強制を否定する側）の引用文献著者として登場する。2007年、沖縄戦「集団自決」の教科書検定意見撤回運動の高まりの中で、教科書検定の内容、「集団自決」訴訟での状況について告発書『沖縄戦の真実と歪曲』を執筆した。

## 略歴
- 1939年 沖縄県島尻郡玉城村（現在の南城市）生まれ
- 1958年 琉球政府立知念高等学校卒業
- 1965年 早稲田大学教育学部卒業
- 1965年 大東文化大学第一高等学校 社会科教諭
- 1972年 沖縄県 沖縄史料編集所 主任専門員
- 1996年 沖縄県 教育庁 文化課 課長
- 1999年 沖縄県立博物館 館長
- 2000年 沖縄国際大学 非常勤講師

## 沖縄戦の真実と歪曲
大城将保は著書の中で、2007年の教科書検定や訴訟について以下のように書いている。
1. 文部省（当時）による教科書記述への事実を歪める検定は2007年が始めではなく1982年にもおこった。住民虐殺を書こうとした執筆者に文部省が検定意見をつけて削除させようとし、沖縄県民の運動により撤回された。
2. 「集団自決」がどのようなものかについては、1984年以降の家永教科書裁判第3次訴訟の中で争われ、安仁屋政昭などの研究者が専門的意見を述べ、裁判所は判決文の中でそれを認めた。これ以降「集団自決」が日本軍による強制であることは研究者の間では共通認識になった。
3. 大江・岩波「集団自決」訴訟の背景には、自由主義史観研究会の藤岡信勝などの運動がある。原告が、自身（大城）の著書『沖縄戦を考える』を曽野綾子の著書の主張を支持する本として引用したのは自身（大城）の本意ではない。沖縄戦研究が未発達段階であるという文脈の中で述べたのであり、全体として曽野綾子の説を支持した訳ではない。
4. 『正論』2006年9月号の徳永信一の論文で、大城将保自身が「日本軍の強制はなかったと立証」したように書かれたが、自分はそのような事は書いていない。徳永の論文の表現技術による歪曲である。
5. 「集団自決」と住民虐殺は根っこは一緒である。

## 沖縄戦に関する発言
大城は『沖縄戦を考える』（1983）で、集団自決の強制性を否定した『ある神話の背景』について「曽野綾子氏は、それまで流布してきた従来の説をくつがえした。『鉄の暴風』や『戦闘概要』などの記述の誤記や矛盾点などを丹念に指摘し、赤松隊長以下元隊員たちの証言をつき合わせて、自決命令はなかったこと、集団自決の実態がかなり誇大化されている点などを立証した。事実関係については今のところ曽野説をくつがえすだけの反証は出ていない」と書いた。しかしこれについては、近著『沖縄戦の真実と歪曲』で、沖縄戦研究がまだ不十分であるという主旨であり、「曽野綾子に対しずいぶんと甘い点をつけたものだ」と記している。
1986年6月6日付神戸新聞では、『沖縄県史』の解説文で梅澤命令説を記述した大城は、「紀要」に梅澤隊長の手記を掲載したうえ、梅澤命令説の根拠となった手記『血塗られた座間味島』を書いた宮城初枝自身が「真相は梅澤氏の手記のとおりであると言明している」と記述し、実質的に県史を修正し、「宮城初枝さんからも何度か話を聞いているが、「隊長命令説」はなかったというのが真相のようだ」と報道された。しかし、近著『沖縄戦の真実と歪曲』では、神戸新聞の取材を受けておらずまったくの捏造記事だと書いている。また『沖縄県史』が梅澤裕の証言により改訂されたように書いてあるが、梅澤証言は採用しておらず、改訂していないと記した。

## 著作

### 大城将保名義
- 沖縄県史 第10巻、各論編9 沖縄戦記録2、沖縄県教育委員会編 沖縄県教育委員会（国書刊行会） 1974
- 沖縄戦：民衆の目でとらえる戦争 / 大城将保. -- 高文研, 1985
- 混血児：沖縄からの告発・国籍のない青春 / 大城将保. -- 国際情報社, 1985
- 沖縄資料編集所紀要、第11号、沖縄県沖縄史料編集所、1986
- 十五年戦争極秘資料集. 第3集. 大城将保編・解説-- 不二出版, 1987
- 沖縄戦：民衆の目でとらえる戦争 / 大城将保. -- 改訂版. -- 高文研, 1988
- 昭和史のなかの沖縄：ヤマト世とアメリカ世 / 大城将保. -- 岩波書店(岩波ブックレット), 1989
- 琉球政府：自治権の実験室 / 大城将保. -- ひるぎ社(おきなわ文庫), 1992
- 沖縄戦・ある母の記録：戦争は親も子も夫も奪ってしまった… / 安里要江・大城将保. -- 高文研, 1995
- 沖縄県の百年 / 金城正篤, 上原兼善, 秋山勝, 仲地哲夫,大城将保. -- 山川出版社, 2005
- オキナワ：沖縄戦と米軍基地から平和を考える / 立命館大学国際平和ミュージアム監修、石原昌家編、新城俊昭・大城将保・吉浜忍執筆 -- 岩波書店(岩波DVDブック), 2006
- 修学旅行のための沖縄案内 / 大城将保・目崎茂和. -- 高文研, 2006
- 沖縄戦の真実と歪曲 大城将保　高文研、2007年

### 嶋津与志名義
- 沖縄の青春 / 嶋津与志・謝名元慶福編 -- 日本青年出版社, 1971
- 沖縄・この武器なき闘い / 謝名元慶福・嶋津与志編 -- 日本青年出版社, 1972
- 「岬にて」（現代短編小説集所収 -- 東邦出版社, 1972）
- 「県民の戦争体験」（ドキュメント太平洋戦争1所収. -- 汐文社, 1975）
- 沖縄戦を考える / 嶋津与志. -- ひるぎ社(おきなわ文庫), 1983
- かんからさんしん物語：沖縄戦を生きぬいた子どもたち / 嶋津与志[文]，戸井昌造[絵]-- 理論社, 1989
- アニメーション映画「かんからさんしん」  原作・脚本 (1989)
- 「骨」（沖縄文学全集第8巻収録  国書刊行会, 1990）
- 琉球王国衰亡史 / 嶋津与志. -- 岩波書店, 1992
- 映画『GAMA 月桃の花』 原作・脚本 (1996)